# لاغينورن
لاغينورن (بالإنجليزية: Lagginhorn)‏ هو أحد جبال سلسلة جبال الألب بينيني ويقع في كانتون فاليز في سويسرا. يحتل المرتبة رقم 24 في قائمة جبال سويسرا من حيث الارتفاع، إذ يبلغ ارتفاعه حوالي 4010 متر، بينما يبلغ ارتفاع نتوء الجبل 511 متر، هذا وقد سجل أول وصول لقمة الجبل عام 1856.